# Amy Madigan
Amy Marie Madigan (n. 1 septembrie 1950, Chicago, Illinois)  este o actriță americană, producătoare de film și cântăreață. Ea a fost nominalizată la Premiul Oscar pentru cea mai bună actriță în rol secundar pentru rolul din filmul Twice in a Lifetime (1985). A mai apărut în filme ca Love Child (1982), Locuri în inimă (1984), Terenul de baseball (1989), Unchiul Buck (1989), Jumătatea întunecată (1993), Pollock (2000) sau  Dispărută fără urmă (2007). Madigan a câștigat  Premiul Globul de Aur pentru cea mai bună actriță într-un rol secundar într-o producție de televiziune și a fost nominalizată la Premiul Primetime Emmy pentru cea mai bună actriță principală în miniserie sau film TV pentru rolul Sarah Weddington din filmul TV din 1989 Roe vs. Wade.

## Filmografie

### Film
| An   | Film                          | Rol                     | Note                   |
| ---- | ----------------------------- | ----------------------- | ---------------------- |
| 1982 | Love Child                    | Terry Jean Moore        |                        |
| 1983 | Love Letters                  | Wendy                   |                        |
| 1984 | Places in the Heart           | Viola Kelsey            |                        |
| 1984 | Streets of Fire               | McCoy                   |                        |
| 1985 | Alamo Bay                     | Glory Scheer            |                        |
| 1985 | Twice in a Lifetime           | Sunny Mackenzie-Sobel   |                        |
| 1986 | Zeisters                      | Woman at Funeral        |                        |
| 1987 | Nowhere to Hide               | Barbara Cutter          |                        |
| 1988 | The Prince of Pennsylvania    | Carla Headlee           |                        |
| 1989 | Field of Dreams               | Annie Kinsella          |                        |
| 1989 | Uncle Buck                    | Chanice Kobolowski      |                        |
| 1993 | The Dark Half                 | Liz Beaumont            |                        |
| 1996 | Female Perversions            | Maddie Stephens         |                        |
| 1997 | Loved                         | Brett Armerson          |                        |
| 1998 | With Friends Like These...    | Hannah DiMartino        |                        |
| 2000 | Pollock                       | Peggy Guggenheim        |                        |
| 2002 | A Time for Dancing            | Jackie Russell          |                        |
| 2004 | The Discontents               | Beth Walker             |                        |
| 2004 | Admissions                    | Martha Brighton         |                        |
| 2004 | In the Land of Milk and Money | Arlyne                  |                        |
| 2005 | Winter Passing                | Lori Lansky             |                        |
| 2007 | Gone Baby Gone                | Bea McCready            |                        |
| 2007 | Doppelgänger                  | Victor's Mom            |                        |
| 2010 | Once Fallen                   | Rose Ryan               | Și producător executiv |
| 2010 | Virginia                      | Roseanna Tipton         |                        |
| 2011 | That's What I Am              | Principal Evelyn Kelner |                        |
| 2012 | Future Weather                | Grandma Greta           |                        |
| 2013 | The Lifeguard                 | Justine London          |                        |
| 2013 | Sweetwater                    | Madame Bovary           |                        |
| 2014 | Shirin in Love                | Rachel Harson           |                        |
| 2014 | Frontera                      | Olivia McNary           |                        |
| 2015 | Grey Lady                     | Lola                    |                        |
| 2016 | Sensitivity Training          | Nancy Wolfe             |                        |
| 2016 | Rules Don't Apply             | Mrs. Bransford          |                        |
| 2017 | Stuck                         | Sue                     | În post-producție      |
| 2017 | A Crooked Somebody            |                         | În post-producție      |

### Televiziune
| An      | Emisiune                    | Rol                 | Note                                           |
| ------- | --------------------------- | ------------------- | ---------------------------------------------- |
| 1981    | Hart to Hart                | Adele               | Episode: "Slow Boat to Murder"                 |
| 1981    | Crazy Times                 | Marilyn             | Film TV                                        |
| 1981    | CHiPs                       | Jewel Bennett       | Episodul: "Finders Keepers"                    |
| 1982    | The Ambush Murders          | Molly Slavin        | Film TV                                        |
| 1982    | Victims                     | Chloe Brill         | Film TV                                        |
| 1983    | The Day After               | Alison Ransom       | Film TV                                        |
| 1983    | Travis McGee                | Billy Jean Bailey   | Film TV                                        |
| 1984    | Eureka Stockade             | Sarah Jamieson      | 3 episoade                                     |
| 1985    | The Laundromat              | Deedee Johnson      | Film TV                                        |
| 1988    | American Playhouse          | Sarah Penn          | Episodul: "The Revolt of Mother"               |
| 1989    | Roe vs. Wade                | Sarah Weddington    | Film TV                                        |
| 1991    | Lucky Day                   | Kari Campbell       | Film TV                                        |
| 1994    | And Then There Was One      | Roxy Ventola        | Film TV                                        |
| 1994    | Frasier                     | Maggie (voce)       | Episodul: "Flour Child"                        |
| 1994    | Crocodile Shoes             | Carmel Cantrell     | 2 episoade                                     |
| 1996    | Riders of the Purple Sage   | Jane Withersteen    | Film TV și producător executiv                 |
| 1998    | A Bright Shining Lie        | Mary Jane Vann      | Film TV                                        |
| 1999    | Having Our Say              | Amy Hill Hearth     | Film TV                                        |
| 2000    | In the Name of the People   | Connie Murphy       | Film TV                                        |
| 2001    | Shot in the Heart           | Bessie Gilmore      | Film TV                                        |
| 2002    | Just a Dream                | Cindy Wilder        | Film TV                                        |
| 2002    | The Laramie Project         | Reggie Fluty        | Film TV                                        |
| 2003–05 | Carnivàle                   | Iris Crowe          | 22 episoade                                    |
| 2004    | The Ranch                   | Mary Larkin         | Film TV                                        |
| 2006    | Murder on Pleasant Drive    | Aunt Sherrie Davis  | Film TV                                        |
| 2006    | The Path to 9/11            | Patricia Carver     | 2 episoade                                     |
| 2007    | Criminal Minds              | Jane Hanratty       | 2 episoade                                     |
| 2008    | Saving Grace                | Gretchen Lagardi    | Episodul: "A Little Hometown Love"             |
| 2008    | Living Proof                | Fran Visco          | Film TV                                        |
| 2008–09 | Grey's Anatomy              | Dr. Katharine Wyatt | 9 episoade                                     |
| 2009    | ER                          | Mary Taggart        | 2 episoade                                     |
| 2010    | Law & Order                 | Emily Ryan          | Episodul: "Innocence"                          |
| 2010–11 | Fringe                      | Marilyn Dunham      | 3 episoade                                     |
| 2011    | Memphis Beat                | Kate Murphy         | Episodul: "The Feud"                           |
| 2012    | The Dust Bowl               | Sanora Babb         | Episodul: "Reaping the Whirlwind"              |
| 2016    | Grace and Frankie           | Elaine Millstein    | Episodul: "The Loophole"                       |
| 2016    | How to Get Away with Murder | Irene Crawley       | Episodul: "There Are Worse Things Than Murder" |

## Teatru
| An   | Film                     | Rol             | Loca                               |
| ---- | ------------------------ | --------------- | ---------------------------------- |
| 1987 | The Lucky Spot           | Sue Jack Tiller | New York City Center, Off-Broadway |
| 1992 | A Streetcar Named Desire | Stella Kowalski | Ethel Barrymore Theatre, Broadway  |
| 2013 | The Jacksonian           | Susan Perch     | Theatre Row, Off-Broadway          |
| 2016 | Buried Child             | Halie           | The New Group, Off-Broadway        |
| 2016 | Buried Child             | Halie           | Trafalgar Studios, West End        |

## Premii și nominalizări
| An   | Premiu                                                                                 | Lucrare nominalizată       | Rezultat     |
| ---- | -------------------------------------------------------------------------------------- | -------------------------- | ------------ |
| 1983 | Golden Globe Award for New Star of the Year – Actress                                  | Love Child                 | Nominalizare |
| 1984 | Sitges Film Festival Award for Best Actress                                            | Streets of Fire            | Câștigat     |
| 1985 | CableACE Award for Best Actress in a Theatrical or Dramatic Special                    | The Laundromat             | Câștigat     |
| 1986 | Academy Award for Best Supporting Actress                                              | Twice in a Lifetime        | Nominalizare |
| 1986 | Golden Globe Award for Best Supporting Actress – Motion Picture                        | Twice in a Lifetime        | Nominalizare |
| 1987 | Theatre World Award                                                                    | The Lucky Spot             | Câștigat     |
| 1987 | Drama Desk Award for Outstanding Actress in a Play                                     | The Lucky Spot             | Nominalizare |
| 1989 | Independent Spirit Award for Best Supporting Female                                    | The Prince of Pennsylvania | Nominalizare |
| 1989 | Primetime Emmy Award for Outstanding Lead Actress in a Miniseries or a Movie           | Roe vs. Wade               | Nominalizare |
| 1990 | Golden Globe Award for Best Supporting Actress – Series, Miniseries or Television Film | Roe vs. Wade               | Câștigat     |
| 1990 | Chicago Film Critics Association Award for Best Supporting Actress                     | Field of Dreams            | Nominalizare |
| 1992 | Outer Critics Circle Award for Outstanding Debut Performance                           | A Streetcar Named Desire   | Nominalizare |
| 1993 | Fangoria Chainsaw Award for Best Actress                                               | The Dark Half              | Nominalizare |
| 1995 | CableACE Award for Best Actress in a Movie or Miniseries                               | And Then There Was One     | Câștigat     |
| 1996 | Bronze Wrangler for Television Feature Film                                            | Riders of the Purple Sage  | Câștigat     |
| 1998 | Independent Spirit Award for Best Supporting Female                                    | Loved                      | Nominalizare |
| 1999 | Satellite Award for Best Supporting Actress – Series, Miniseries or Television Film    | A Bright Shining Lie       | Nominalizare |
| 2002 | OFTA Television Award for Best Supporting Actress in a Motion Picture or Miniseries    | The Laramie Project        | Nominalizare |
| 2003 | Satellite Award for Best Supporting Actress – Series, Miniseries or Television Film    | Just a Dream               | Nominalizare |
| 2004 | Satellite Award for Best Actress – Television Series Drama                             | Carnivàle                  | Nominalizare |
| 2007 | Critics' Choice Movie Award for Best Acting Ensemble                                   | Gone Baby Gone             | Nominalizare |